# Yves Dauge
Pour les articles homonymes, voir Dauge.
Yves Dauge est un homme politique français, membre du Parti socialiste, né le 26 janvier 1935 à Fontevraud-l'Abbaye (Maine-et-Loire).

## Biographie
Yves Dauge a été sénateur d’Indre-et-Loire de 2001 à 2011 après avoir été député de la 4e circonscription d'Indre et Loire de 1997 à 2001.
Maire de Chinon (Indre-et-Loire) de 1989 à mai 2006, date à laquelle il renoncera à son siège de maire au profit de son 1er adjoint Jean-Pierre DUVERGNE pour en devenir lui-même l'adjoint de 2006 à 2014. Cette mandature sera marquée par une gestion observée par la Chambre régionale des comptes du Centre, Limousin en 2012 et par une lourde dette laissée à la ville de Chinon qui représentait plus du double de la dette moyenne des communes de France comparables ainsi qu'une pression fiscale très élevée au regard de la capacité contributive limitée des habitants.[réf. nécessaire]
Vice-président de l’Association des maires de France de 1989 à Mai 2006.
Urbaniste, il était jusqu'en juin 1997 inspecteur général des Ponts et Chaussées au Ministère de l’Équipement, avant d’être de juillet 1991 à mai 1995 chargé de mission auprès du Président de la République (François Mitterrand).
Délégué interministériel à la Ville et au Développement social urbain de 1988 à 1991, il a été président de la mission interministérielle de coordination des grandes opérations d'architecture et d'urbanisme de 1985 à 1988, auparavant directeur de l'urbanisme et des paysages (Ministère de l'Equipement) de 1982 à 1985, et coordinateur des grandes opérations d'architecture et d'urbanisme.
Chargé de mission au Cabinet de Pierre Mauroy, premier ministre, en 1981, il a été directeur général de la Fédération des Centres PACT – ARIM en 1980 et auparavant directeur au CREPAH (Centre de Réalisations et d'Etudes pour la Planification et l'Aménagement de l'Habitat), organisme d'étude de l'Union HLM de 1976 à 1980 et directeur d'études au BERU (Bureau d'Etudes et de Réalisations Urbaines) de 1967 à 1975. Ces entreprises ont été citées lors scandales financiers liés au financement du parti socialiste. La gestion de l'ADUC et notamment ses activités internationales en Asie a également été soulignée dans la presse locale à plusieurs reprises (https://www.lagazettedescommunes.com/42829/l%E2%80%99agence-de-developpement-du-chinonais-liquidee/.
Au Sénat, il a été membre de la commission de la culture, de l'éducation et de la communication, membre du groupe d'études sur le patrimoine architectural, secrétaire de la Section française de l'Assemblée parlementaire de la francophonie (A.P.F.), membre de la Commission supérieure des sites, perspectives et paysages (anciennement commission supérieure des sites régie par le décret n°70-288 du 31 mars 1970) et membre du Conseil d'orientation pour la prévention des risques naturels majeurs.
Il est membre d'honneur de l'Observatoire du patrimoine religieux (OPR), une association multiconfessionnelle qui œuvre à la préservation et au rayonnement du patrimoine cultuel français.
Il s'est retiré avec sa femme Isabelle à Nîmes.

## Anciens mandats
- 2001 - 2011 : Sénateur d’Indre-et-Loire
- 1997 - 2001 : Député de la quatrième circonscription d'Indre-et-Loire
- 1986 - 1997 : Conseiller régional du Centre
- 1976 - 2001 : Conseiller général du canton de Chinon en Indre-et-Loire
- 1989 - 2006 : Maire de Chinon
- 1971 - 1989 : Maire de Saint-Germain-sur-Vienne

## Responsabilités actuelles
- Président d’honneur de l'Association des biens français du patrimoine mondial
- Président d'honneur de l'association Sites & Cités remarquables de France (Membre Fondateur)

## Anciennes responsabilités
- De 2010 à 2018 : Ancien Président de l'Association des Centres culturels de rencontre[2]
- Ancien Membre du Haut Conseil de la Coopération Internationale
- Ancien Président de l’Association Française pour la Prévention des Catastrophes Naturelles
- Ancien Président du Réseau Développement des Villes du Centre
- De 1989 à 2006 : Vice-Président de l'Association des maires d'Indre et Loire

## Décorations
- Officier de la Légion d'honneur promu  par décret du 29 mars 2013[3]. Il était chevalier du 5 mars 1986.
- Officier de l'ordre national du Mérite
- Commandeur de l'ordre des Arts et des Lettres promu au grade de commandeur par l'arrêté du 31 août 2018[4].
- Médaille de la protection judiciaire de la jeunesse (1994)[5]
- Grand chambellan du Aman Group of Resorts du Laos